# Bruttium

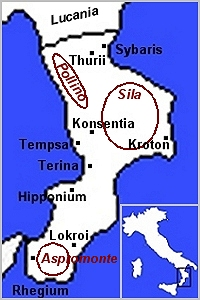
Bruttium

Bruttium ist die alte Bezeichnung für die historische Landschaft im äußersten Süden des italienischen Stiefels, die sich in etwa mit dem heutigen Kalabrien deckt. Im Norden begrenzt von Lukanien wird die Halbinsel umspült vom Tyrrhenischen Meer im Westen und vom Ionischen Meer im Süden und Osten. Der Apennin bedeckt das Landesinnere mit den Gebirgszügen des Pollino, der Sila und des Aspromonte. Städte waren Consentia (Hauptstadt, das heutige Cosenza), Kroton, Sybaris, Hipponium, Rhegium, Lokroi Epizephyrioi, Scylaceum und Medma. Die Bewohner des Landstriches, die Bruttier (Bruttii), waren ein Volk in Unteritalien, das zu den Oskern gehörte. Sie sollen abtrünnige Lukaner gewesen sein und erhielten deshalb ihren Namen, der in der Landessprache „Rebellen“ bedeutet haben soll.
Die ab dem 8. Jahrhundert v. Chr. in den Küstenebenen entstandenen griechischen Poleis (siehe Magna Graecia) expandierten und gründeten ihrerseits neue Pflanzstädte. Im Landesinneren lebten jedoch weiterhin die Bruttier. Zusammen mit den Samniten, die weiter im Norden das gebirgige Innere Italiens bewohnten, eroberten bruttische Stämme im frühen 3. Jahrhundert v. Chr. einige der griechischen Städte an den Küsten.
Als Verbündete des Pyrrhus wurden sie aber schließlich von den Römern geschlagen, die daraufhin große Teile von Bruttium besetzten. Im Zweiten Punischen Krieg (218–201 v. Chr.) waren die Bruttier Verbündete von Hannibal, und nach dessen Niederlage verlor ihr Land endgültig seine Unabhängigkeit an das Römische Reich. Ähnlich erging es den griechischen Poleis.
Zunächst verschwand die bruttische Sprache, später wurde auch das Griechische weitestgehend vom Lateinischen verdrängt. Im 6. Jahrhundert n. Chr., nach dem Niedergang Westroms, ging die Region dann schließlich im Byzantinischen Reich auf, zu dem Süditalien mehrere Jahrhunderte gehören sollte. In dieser Zeit verbreitete sich auch die griechische Sprache wieder in der Region.
Neben süditalienischen Dialekten, die im äußersten Süden bereits zum Sizilianischen gezählt werden, und einigen toskischen Arbëresh-Dialekten, werden in einigen kleineren Orten noch heute griechische Dialekte gesprochen.